# Fuchū-shuku

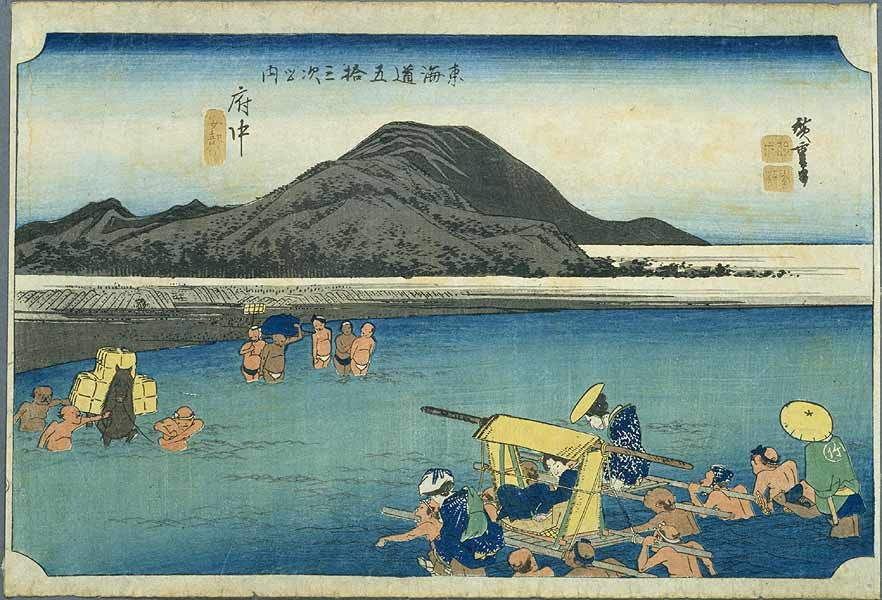
Stacja w latach 30. XIX wieku, Hiroshige Andō

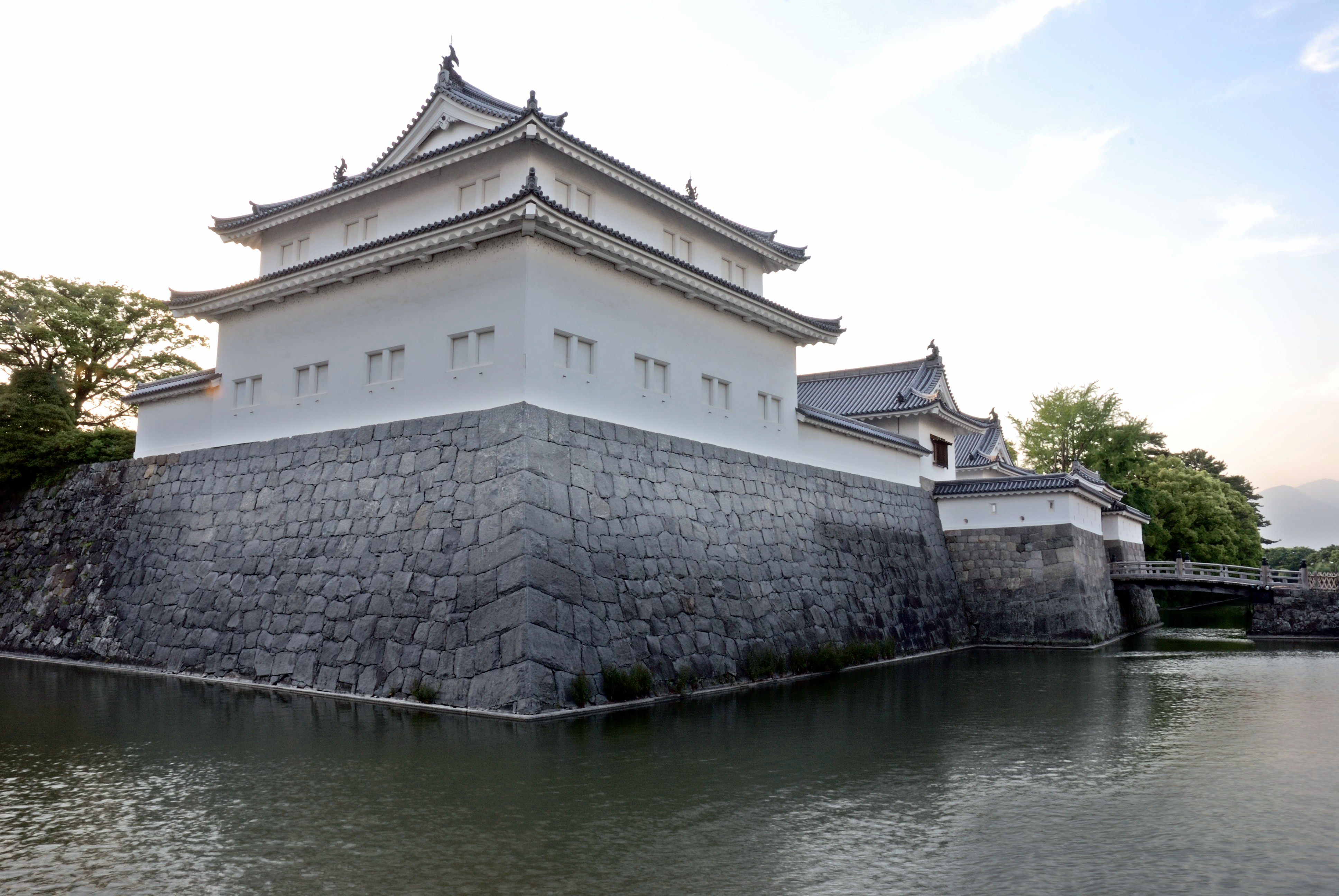
Zamek Sunpu

Fuchū-shuku (jap. 府中宿 Fuchū-shuku) – dziewiętnasta z 53 stacji szlaku Tōkaidō, położona obecnie w mieście Shizuoka, 3,4 km od poprzedniej stacji - Okitsu-juku.
Znajduje się tu zamek Sunpu.